# Огасіма-Мару
«Огасіма-Мару» (ромадзі Ogashima Maru) — судно, яке під час Другої світової війни взяло участь у операціях японських збройних сил на сході Мікронезії.

## Передвоєнна історія
«Огасіма-Мару» спорудили в 1936 році на верфі Mitsubishi Jukogyo в Йокогамі на замовлення компанії Nakagawa Kisen.
1 грудня 1941-го судно реквізували для потреб Імперського флоту Японії. До 17 грудня воно пройшло певну модернізацію на верфі Mitsubishi в Йокогамі.

## Рейси до Мікронезії
19 грудня 1941-го Огасімо-Мару, яке мало на борту вантаж із 250 морських мін, торпед та запасних частин, вирушило до призначеного йому району дій на Маршаллових островах. Наступні кілька місяців воно провело у цьому архіпелазі, відвідуючи атоли Малоелап, Кваджелейн, Джалуїт, Мілі, а наприкінці квітня 1942-го повернулось до Японії.
27 травня 1942-го судно вирушило в новий рейс до Мікронезії, при цьому воно спершу зробило коротку зупинку на острові Уейк, а 11 червня прибуло на Кваджелейн. У наступні два місяці Огашима-Мару перебувало на Маршаллових островах (крім ще одного візиту 8—9 липня на Уейку), де відвідало острів Джабат, атоли Джалуїт, Малоелап, Вотьє і Ронгелап. На останньому 12 липня судно зазнало аварії, але 29 липня покинуло Ронгелап і пройшло через Кваджелейн до Йокосуки, якої досягнуло 14 серпня. За цим до початку листопада Огашима-Мару проходило ремонт у Йокогамі.
10 листопада 1942-го судно утретє вирушило до Мікронезії, побувало 20—22 листопада на Уейку, а 25 числа прибуло на Кваджелейн. У першій половині грудня Огашима-Мару здійснило круговий рейс до Джалуїту, а 15 грудня вийшло з Кваджелейну до островів Гілберта. Тут воно відвідало Тараву та Макін, 27 грудня повернулось на Кваджелейн, а через три доби полишило його та 12 січня 1943-го прибуло до Йокосуки.
18 січня 1943-го почався четвертий рейс на схід Мікронезії. Цього разу Огашима-Мару перебувало на Маршаллових островах понад рік, переміщуючись між атолами Кваджелейн, Мілі, Джалуїт, Вотьє, Малоелап. У середині травня — на початку червня судно також здійснило рейси до острова Кусаїє на сході Каролінських островів, наприкінці серпня заходило на три доби на Макін, а наприкінці вересня — на початку жовтня відвідало острів Науру й атол Тарава. 7—9 листопада Огашима-Мару пройшло з Джалуїту на Кусаїє, де перебувало до 15 грудня, після чого перейшло на Кваджелейн.
17 січня 1944-го судно прибуло на Малоелап, звідки невдовзі вирушило до Кваджелейну. 20 січня в районі за сім десятків кілометрів на південний схід від останнього Огашима-Мару було важко пошкоджене американським патрульним літаком Consolidated PB4Y-2 Privateer та добите переобладнаним тральщиком Тама-Мару № 5.